# Arthur Calwell

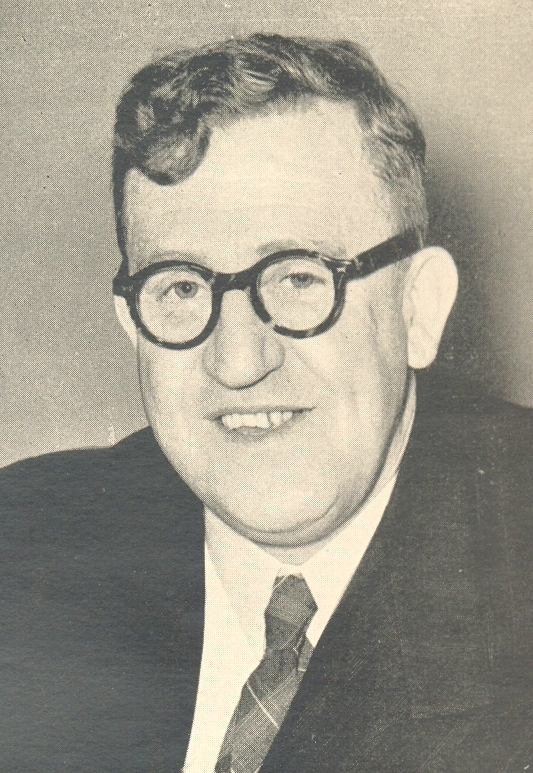
Arthur Calwell

Arthur Augustus Calwell (* 28. August 1896 in Melbourne; † 8. Juli 1973) war ein australischer Politiker. Er war unter anderem Vorsitzender der Australian Labor Party von 1960 bis 1967.

## Frühes Leben
Arthur Calwell wurde in Melbourne als Sohn eines Polizisten mit irischen Wurzeln geboren. Seine Mutter war eine Amerikanerin irischer Abstammung. Sowohl sein Vater als auch Arthur Calwell selbst engagierten sich stark in der irischen Gemeinschaft der Stadt und waren im Celtic Club aktiv. Arthur Calwell und seine Eltern waren römisch-katholisch. Schon in seiner Jugend trat er der Australian Labor Party bei. Da ihm die Mittel zu einem Universitätsstudium fehlten, nahm er eine Stelle als Sachbearbeiter beim Victorian Public Service an. Dort arbeitete er in der Landwirtschaftsabteilung und der Staatskasse.

## Politische Karriere

### Einwanderungspolitik
Als energisches und aktives Mitglied der Labor Party wurde er 1931 als Vorsitzender der Victorian Labor Party gewählt. Im Jahr 1940 wurde er für den Bezirk Melbourne in das australische Repräsentantenhaus gewählt. Während des Zweiten Weltkrieges diente er unter der Regierung von John Curtin als Informationsminister. Durch seinen Umgang mit der Presse fand er landesweit große Beachtung.
Im Jahr 1945 wurde er Einwanderungsminister unter Ben Chifley in dessen Nachkriegsregierung. Er war ein großer Vertreter davon, dass Australien ein Einwanderungsland werden sollte. Seine Meinung war gefragt, da er bei den Gewerkschaften hohes Ansehen genoss. Er selbst war der Meinung, dass Australien nur durch einen enormen Bevölkerungsanstieg militärisch wie wirtschaftlich seine Bedeutung ausbauen könne. Im Juli 1947 unterzeichnete er mit der Flüchtlingsorganisation der Vereinten Nationen einen Vertrag über die Einwanderung von zahlreichen Kriegsflüchtlingen aus Europa.
Trotz seiner sehr liberalen Einwanderungspolitik war er für ein „weißes Australien“. Obwohl er sich stark für die europäische Einwanderung einsetzte, ließ er viele Malaysier, Indonesier und Chinesen, die als Kriegsflüchtlinge kamen, abschieben und das, obwohl viele auch Australier geheiratet und Familien gegründet hatten.
Als die Labor Party in die Opposition gehen musste, kamen mehr und mehr anti-kommunistische Töne auf. Viele der Katholiken in der Labor Party waren streng anti-kommunistisch und misstrauten den Gewerkschaften und der Industrie.

### Labor-Führer
Im Jahr 1960 wurde Calwell neuer Parteiführer der Australian Labor Party und er ernannte Gough Whitlam zu seinem Vertreter. Nur ein Jahr später hätte er es fast geschafft Robert Menzies als Ministerpräsident abzulösen. Mit dem unglaublich knappen Ergebnis 62:60 Sitzen verlor man gegen den Konkurrenten. Bei den Bundeswahlen 1963 gewann Menzies zehn Sitze von der Labor Party und viele Anhänger der Labor Party forderten Calwells Rücktritt, doch dieser entschied sich für sein Amt zu kämpfen.
Calwell wehrte sich mit allen Mitteln gegen eine Beteiligung am Vietnamkrieg, doch zu seinem Nachteil war der Krieg anfangs sehr populär in der Bevölkerung. Er trat 1967 als Parteiführer zurück.

## Versuchte Ermordung
Calwell war erst der zweite Politiker in Australien auf den ein Mordanschlag verübt wurde (nach Prinz Alfred im Jahr 1868). Am 21. Juni 1966 wurde er von einem 21-jährigen Studenten namens Peter Kocan in seinem Auto beschossen. Das Geschoss wurde glücklicherweise von der Scheibe größtenteils abgehalten und er erlitt nur kleinere Gesichtsverletzungen durch das zersplitternde Glas.
Im Juli 1973 starb Calwell. Er hinterließ seine Ehefrau Elizabeth und die gemeinsame Tochter Mary Elizabeth.